# Smith & Wesson M&P15-22
De M&P15-22, is een Amerikaans semiautomatisch geweer dat in 2009 ontwikkeld werd door Smith & Wesson. Het wapen is uiterlijk afgeleid van de AR-15.
Dit wapen werd gebruikt tijdens de schietpartij in Alphen aan den Rijn in 2011.